# Onze-Lieve-Vrouw-van-Lourdeskapel (Genzon)

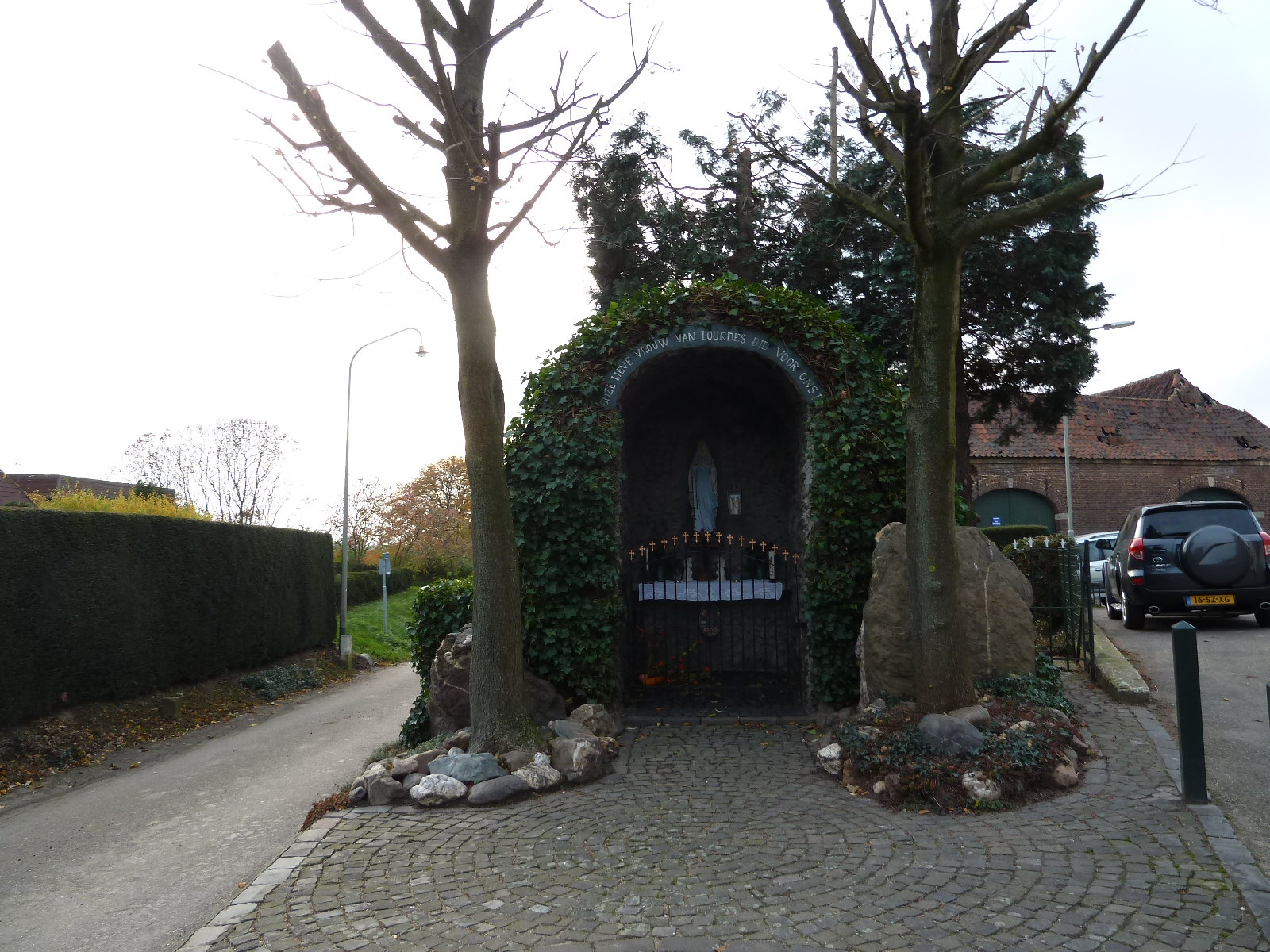
De Onze-Lieve-Vrouw-van-Lourdeskapel

De Onze-Lieve-Vrouw-van-Lourdeskapel is een kapel in Genzon bij Ulestraten in de Nederlands Zuid-Limburgse gemeente Meerssen. De kapel staat aan een splitsing van de wegen Genzon en Genzonweg, waar ook de Slundeweg op uitkomt. Op ruim 550 meter naar het oosten staat de Centenkapel en op ongeveer 800 meter naar het noordwesten staat de Sint-Catharinakerk van Ulestraten.
De kapel is gewijd aan Maria, specifiek aan Onze-Lieve-Vrouw van Lourdes.

## Geschiedenis
Rond 1900 werd de kapel gebouwd op de fundamenten van een oudere kapel op dezelfde plek.
In 1985 en 2006 werd de kapel gerenoveerd.

## Bouwwerk
De open wegkapel heeft enigszins de vorm van een Lourdesgrot door het gebruik van ruw cement. In de frontgevel is de rondboogvormige toegang geplaatst die wordt afgesloten met een halfhoog smeedijzeren hek. Aan de voorzijde van de rondboog is met gouden letters een tekst aangebracht:

Onze Lieve Vrouw Van Lourdes Bid Voor Ons!

Van binnen is de kapel ook weer uitgevoerd in ruw cement. In de achterwand van de kapel is het altaarblad geplaatst, ondersteund door een cementen wand. Onder het blad is aan de voorzijde een medaillon aangebracht dat versierd is met een bloemenkrans met in het midden de tekst OLV, afkorting van Onze-Lieve-Vrouw. Boven het altaar is in de achterwand een nis aangebracht waarin het Mariabeeldje geplaatst is. Het Mariabeeldje toont een biddende omhoog kijkende Maria met haar handen gevouwen, terwijl zij om haar rechterarm een rozenkrans draagt.